# Romper

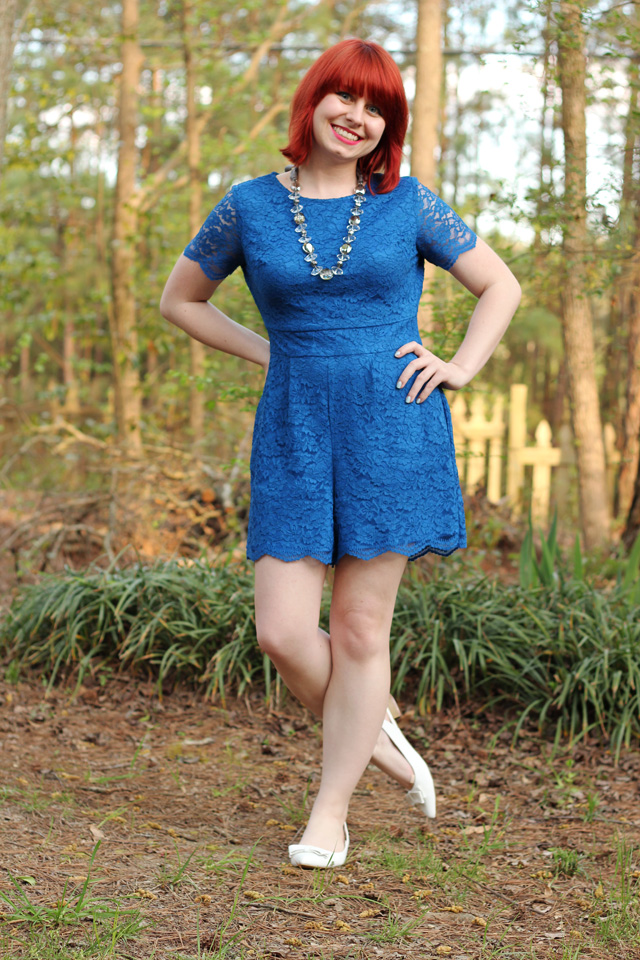
Uma mulher vestindo um romper

Um romper suit, ou apenas romper, é uma vestimenta de uma ou duas peças que também pode ser chamada de macacão.

## História

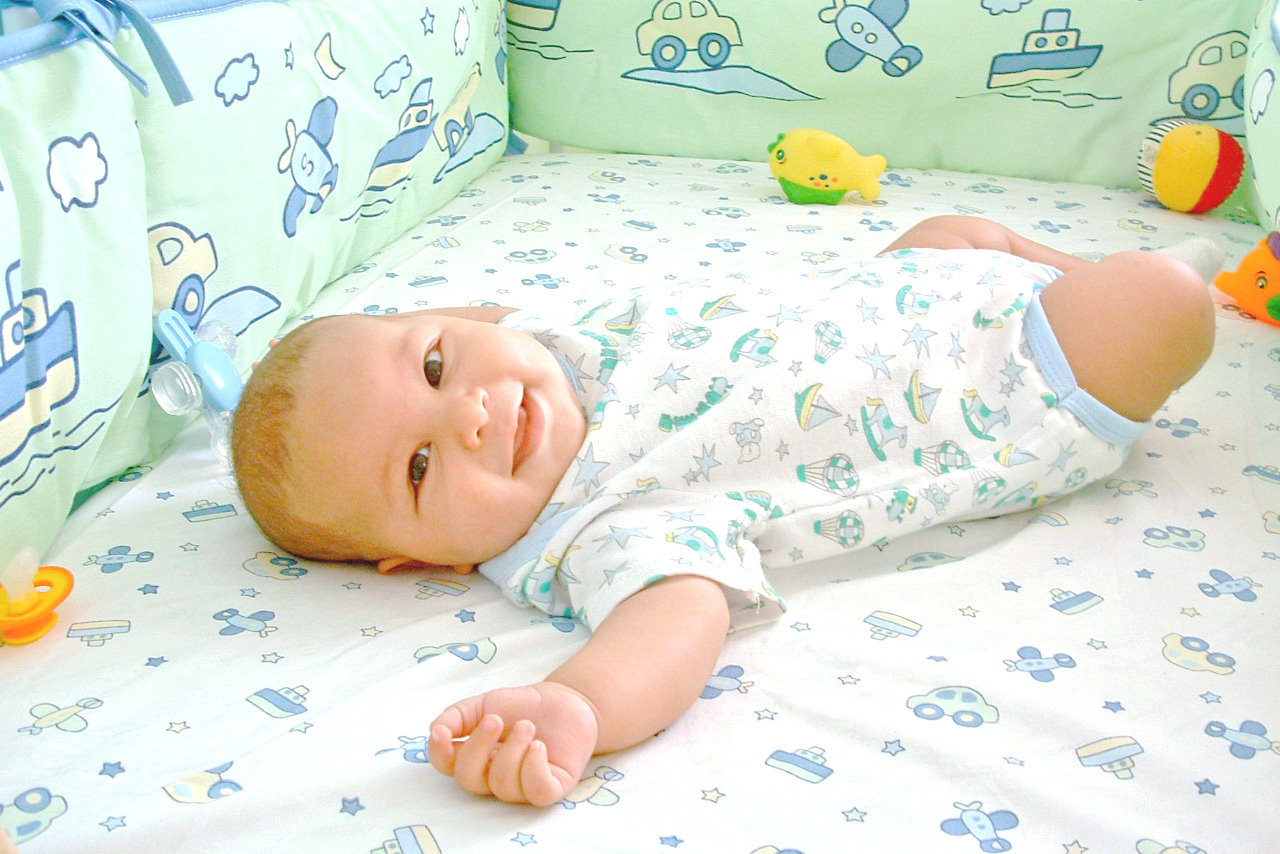
Bebê usando um romper suit

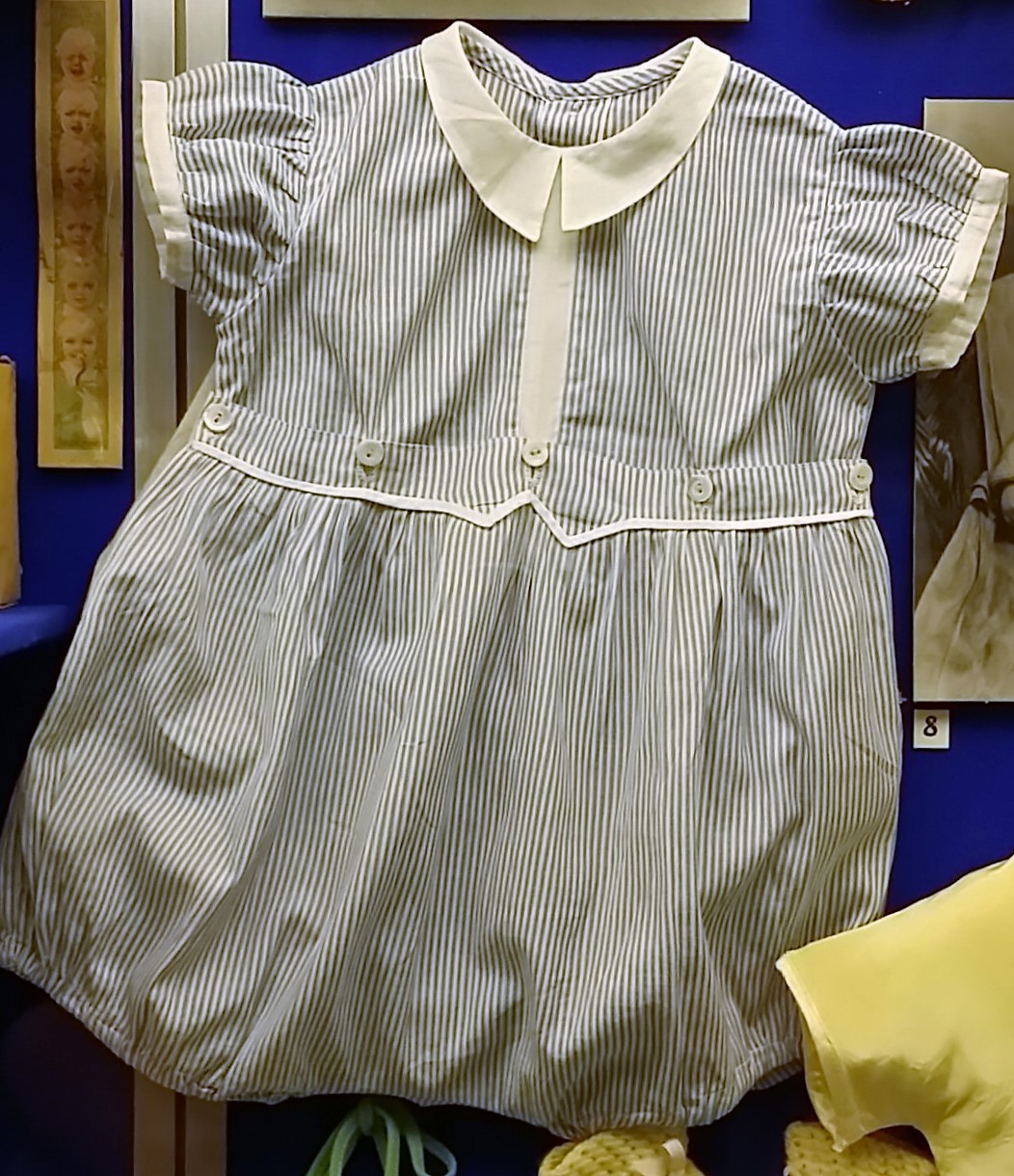
Macacão/romper para bebê, c.década de 1950. Museu da Infância (Edimburgo)

Os rompers apareceram nos Estados Unidos na década de 1900. Tornaram-se populares para uso em crianças pequenas porque eram considerados ideais para permitir livre movimentação. Foram assim, de certa forma, um dos primeiros tipos de vestimenta casual para crianças. Leves e sem pontos de aperto, representavam uma grande mudança em relação as roupas infantis mais restritivas usadas durante a era vitoriana, no século XIX. Os estilos e as convenções variavam de país para país: na França, tais roupas foram por muitos anos somente para meninos.  O auge de sua popularidade se deu na década de 1950, quando foram usados pelas crianças e por mulheres, como moda de lazer e moda praia. Dali em diante continuaram a ser usados por crianças e bebês; perdendo popularidade entre meninas e mulheres, sem jamais desaparecer completamente nestes segmentos.

### Moda adulta
Enquanto os rompers foram populares entre as mulheres na década de 1950, eles reemergiram na década de 1970 com moda para mulheres adultas. Os macacões desta última época era feitos de tecido felpudo, frequentemente um estilo de top. Também foram comuns na década de 1980 em maior variedade de materiais, tais como tecidos  sedosos para uso à noite. Desde 2006, esse tipo de macacão passou por uma nova reemergência como moda feminina. Dentre as estilistas que criaram coleções com o produto estão Deborah Sweeney e Juliette Hogan.